# Gránátos

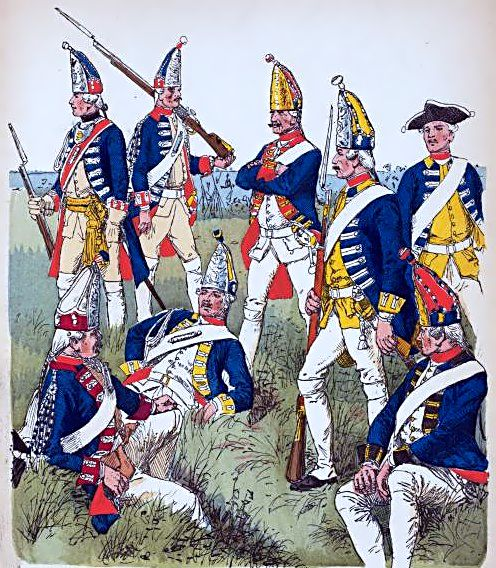
Porosz gránátosezredek egyenruhái (1762)

A gránátosok eredetileg olyan gyalogos katonák voltak, akik várostromnál, erődítések leküzdésénél kis kézi gránátokat dobáltak az ellenségre. A specializálódott gránátos katonák a 17. század közepén jelentek meg és jellemzően a legnagyobb termetű, legerősebb katonákat választották erre a feladatra, akik messzire tudták dobni gránátjaikat. A 18. századra a gránátok használata elavult, a gránátosok pedig az elit gyalogos rohamcsapatok szerepét vették fel, akik közé továbbra is a fizikai erő alapján válogattak. 
Egyes országokban lovas gránátos osztagokat is felállítottak, Franciaországban a Császári Lovasgránátos Gárdát (Grenadiers à Cheval de la Garde Impériale-t), Argentínában a Lovasgránátos Ezredet (Regimiento de Granaderos a Caballo) vagy Nagy-Britanniában a Horse Grenadier Guards-ot.

## Eredete
A kézigránátok használatára a kínai Ming-dinasztia korából vannak az első bizonyítékok: a feljegyzések szerint a Nagy Falról dobálták ezeket a fegyvereket. Európában az osztrákok és a spanyolok használták először a harctéren a gránátokat és az angol polgárháború idejében is alkalmazták. A gránátdobáló katonákat hivatalos fegyvernemként XIV. Lajos francia király hadseregében vezették be; Jean Martinet tábornok állította fel az első ilyen osztagokat 1667-ben. 1677 májusában az angol hadseregben elrendelték, hogy minden gárdaezredben két katonát ki kell képezni gránáthajításra; 1678 áprilisában pedig a gyalogosezredekhez gránátososztagokat rendeltek. 

## Felszerelés

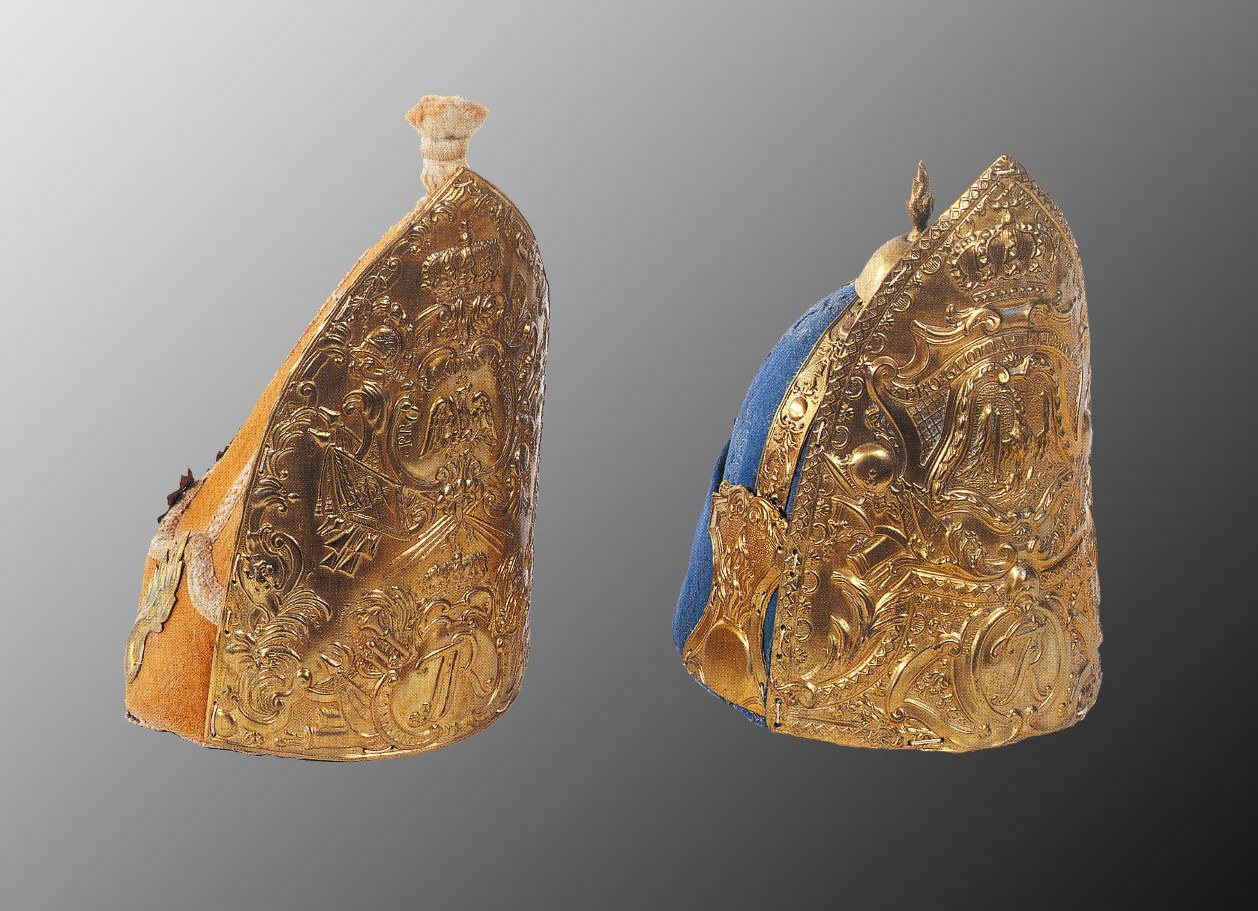
Porosz gránátos mitrasüvege Nagy Frigyes korából

A gránátosok muskétájuk mellett egy oldaltáskában 4-5 darab 7-15 cm átmérőjű gránátot vittek magukkal. A gránát gömb alakú volt, öntöttvasból, cserépből vagy üvegből készült, belsejét puskaporral töltötték meg. A meggyújtott kanóc 30-40 mp alatt égett le: az előírás szerint meggyújtás után 15-ig kellett számolni, majd eldobni a gránátot. A gránátosnak fegyelmezett, higgadt, erős (hogy messzire dobhasson) és bátor (mert elsőként kellett megrohamoznia az erődítményeket) katonának kellett lennie.   
A gyalogságnál a 17. században szokásos széles karimájú kalap helyett a gránátosok magas süveget viseltek. Ennek oka az volt, hogy muskétáját könnyen át tudja vetni a vállán (náluk szereltek először szíjat a muskétákra), ha kezeit fel akarja szabadítani a gránátdobálásra. A karimátlan süvegbe az eldobott gránát sem tudott beleakadni. A felszereléshez tartozott még az övre akasztott tűzszerszám a kanócok meggyújtásához. 
Egyes hadseregekben a gyalogosok között a gránátosok privilégiuma – és kötelessége – volt a bajuszviselés, melyet az egységes megjelenés érdekében olykor mindenkinél feketére festettek. 

### A fejfedő

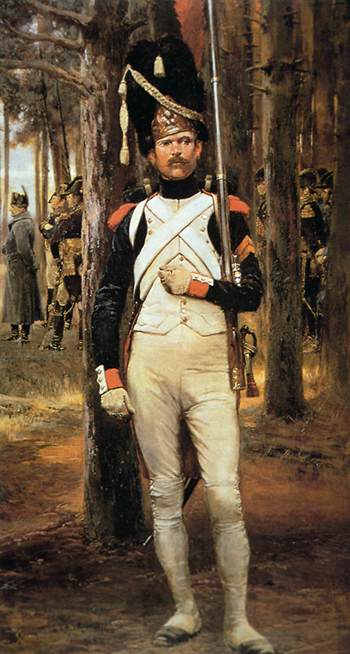
Napóleon gránátosa

A gránátosok megkülönböztető fejfedője a 18. század során vagy a püspöki mitrára emlékeztető süveg vagy a medvebőr kucsma lett. Az északi államokban – Angliában, Oroszországban, Svédországban és legismertebb példaként Poroszországban – a keményített szövetből készült, első oldalán gyakran az ezred jelét viselő fémlappal díszített süveget rendszeresítették. Délen – Franciaországban, Spanyolországban, Ausztriában, Portugáliában, az olasz államokban – a magas, fenyegető külsőt kölcsönző prémkucsma volt a népszerű. 1768-ban Nagy-Britannia is bevezette a medvebőr kucsmát.    
A kucsma mérete és formája az idők folyamán változott és országfüggő is volt. A francia gránátosok kisebb kucsmát hordtak, ellenben a spanyolok fejfedője magasra tornyosult és leffentyűje is egészen hosszú volt. A mitrasüveg esetében a britek szövetből készítették és zsinórokkal díszítették, az orosz gránátosmitra viszont bőrből készült és elöl domborműves sárgaréz lemez ékesítette. A francia gránátosok a 18. század elején és az 1770-es években a többi gyalogoshoz hasonlóan háromszögletű kalapot viseltek. 
A napóleoni háborúk korára mindkét fejfedő kezdett kimenni a divatból és felváltotta őket a csákó. Néhány egység esetében azonban ragaszkodtak a hagyományokhoz. Ilyen volt a francia Grande Armée (bár 1812-től itt is csak a gárdaezredek tarthatták meg kucsmáikat) vagy az osztrák hadsereg. Az 1807-es friedlandi csatában nyújtott kiváló teljesítményük jutalmaképpen az orosz pavlovszki ezrednek is megengedték a mitrasüveg használatát. A napóleoni háborúk idején a brit gránátosok csak a hazai díszegyenruha részeként hordták medvebőr kucsmájukat, melyet harctéri körülmények között nehéz volt karbantartani. A waterlooi csata után az 1. gyalogos gárdaezredet jutalmul gránátos gárdaezrednek nevezték át és valamennyi tagjánál engedélyezték a kucsmaviselést.

## Gránátosok a 18. században

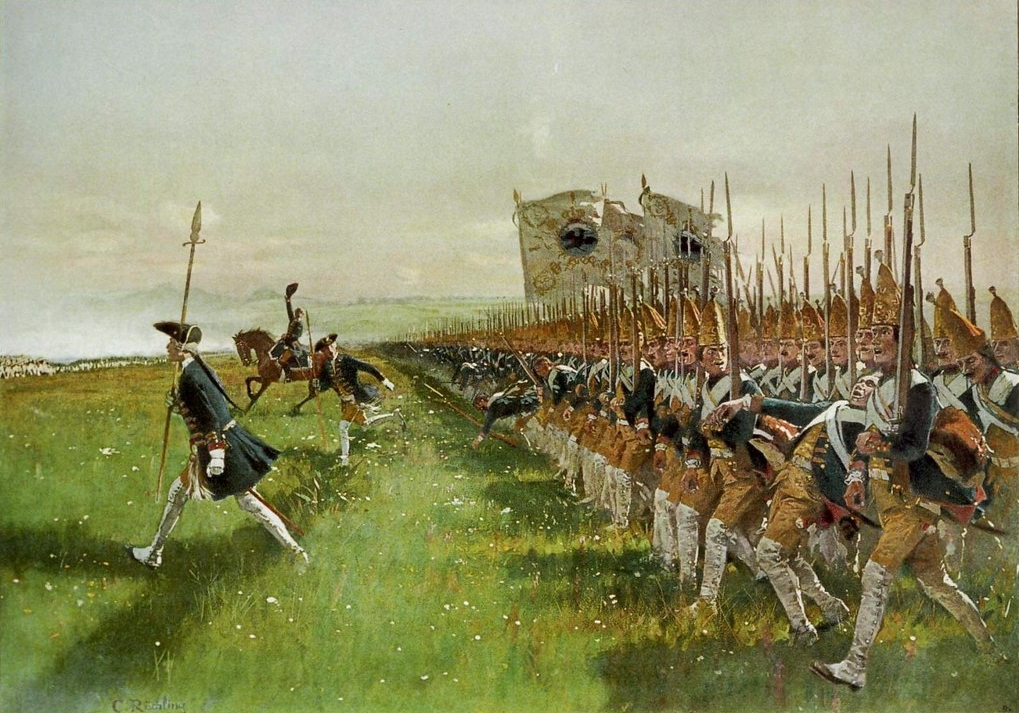
Támadó porosz gránátosok a hohenfriedebergi csatában (1745)

A taktika és a tüzérség fejlődésével a gránátok dobálása a 18. század elejére elavulttá vált. Elit rohamcsapatokra azonban továbbra is szükség volt, és ezt a szerepet a válogatott katonákból álló gránátos egységek képesek voltak átvenni. A brit hadseregben az utánpótlásban nem annyira magasság és fizikai erő szerint válogattak, hanem a tapasztalt veteránokkal töltötték fel a meglévő egységeket. A hagyományos, fizikai méreten alapuló kiválasztást inkább az újonnan felállított osztagok esetén alkalmazták. Az alsó mérethatár általában 170 cm volt, de például a porosz Nagy Frigyes szinte megszállottan gyűjtötte gránátos gárdáiba a legtermetesebb katonákat és a magassági küszöb ott majdnem elérte a 190 cm-t. 
Gránátosnak lenni magasabb presztízst és jobb zsoldot jelentett. Reprezentációs feladatokat is bíztak rájuk, például a 19. század elején Spanyolországban a gránátosok fel voltak mentve bizonyos rutinfeladatok (mint városi őrjáratozás) alól, cserébe ők látták el az őrséget a parancsnokság és a magas rangú tisztek szállása előtt. 

## Modern gránátosok
Az első világháborúban az orosz hadseregben 16 gránátosezred volt (reguláris vagy gárdaezred), míg a német császári hadseregben 19 (ebből 5 Garde-Grenadier). Ezek harctéri szerepe vagy felszerelése azonban nem különbözött a többi gyalogsági egységtől, csak hagyományőrző célból tartották meg régi nevüket és megkülönböztető jelzéseiket (sárga hajtóka az oroszok esetében). Emellett azonban újjászületett a gránátosok régi funkciója, ám ezúttal a gyalogság egészében használni kezdték a kézigránátokat (pl. a németeknél a nyeles ún. "krumplinyomó" Stielhandgranate-ot) az erődítések és lövészárkok leküzdésére.   
A második világháborúban a német Wehrmacht vezette be a Panzergrenadier kifejezést a páncélozott járművekkel ellátott gépesített gyalogságra, amely képes volt az előretörő tankokkal lépést tartani. Az elnevezés a mai napig használatban van a német nyelű országokban (Németország, Ausztria és Svájc). A második világháborúban harcolt az utolsó ismert "gránátos" egység, amelyiknek fő fegyverzete a kézigránát volt: 1941 októberében a Tyihvint védő szovjet egységek kézifegyver hiányában gránátokkal támadtak az ellenségre. Parancsnokuk, Tyimofejev őrnagy az első világháborúban egy gránátosezredben harcolt.   

### 21. század

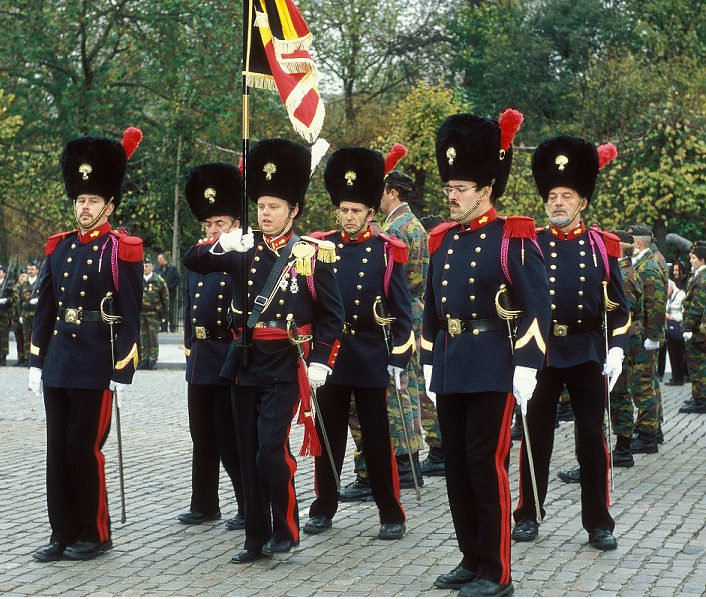
Belga gránátosok

Argentína: az argentin hadsereg Lovasgránátos Ezred (Regimiento de Granaderos a Caballo) néven tart fent egy díszszázadot, amely a köztársasági elnök kíséretét és testőrségét látja el. Az egységet 1903-ban hozták létre a nemzeti hős José de San Martín által vezényelt ezredre emlékezve. A legtöbb gránátos egységtől eltérően ez egy lovasszázad, díszegyenruhájához kard és lándzsa is tartozik.  
Belgium: a belga hadsereg két gránátosezreddel rendelkezik. Ezeket 1837-ben alapították az akkor függetlenedő országban és végigharcolták mindkét világháborút. Békeidőben ők látják el a királyi ház díszőrségi és testőrségi szerepét. 1960-ban újra bevezették az első világháború előtti díszegyenruhát, bár a prémkucsma ma már műszőrméből készül.  
Chile: Argentínához hasonlóan Chile is fenntart egy lovasgránátos osztagot (Regimiento de Caballeria Blindada n.1 "Granaderos"), melyet 1827-ben alapítottak, végigharcolta az ország háborúit és a köztársasági elnök díszkíséretét adja az ünnepségeken és protokolláris eseményeken. Nevét Manuel Bulnes Prietótól, az ezred alapítójától kapta. Lándzsát ezek a gránátosok is hordanak, de a kard csak a tisztek egyenruhájának tartozéka. 
Franciaország: a francia hadseregben 1870 óta nincs gránátosegység, de jelvényüket máig használják az idegenlégiósok, csendőrök és a vámhatóság megkülönböztetésére.  
India: az indiai hadsereg The Grenadiers ezredét 1778-ban alapították, akkor még mint brit gyarmati alakulatot. Ez a Brit Nemzetközösség legrégebbi, ma is aktív gránátos egysége.  
Hollandia: a hagyományos gránátos gárdaezredet – mely ünnepi alkalmakkor 19. századi prémkucsmáját viseli – Hollandiában egy vadász gárdaezreddel olvasztották egybe, nevük Garderegiment Grenadiers en Jagers. Ez egy ejtőernyős elit egység, megkülönböztető jele a vörösbarna barett. 

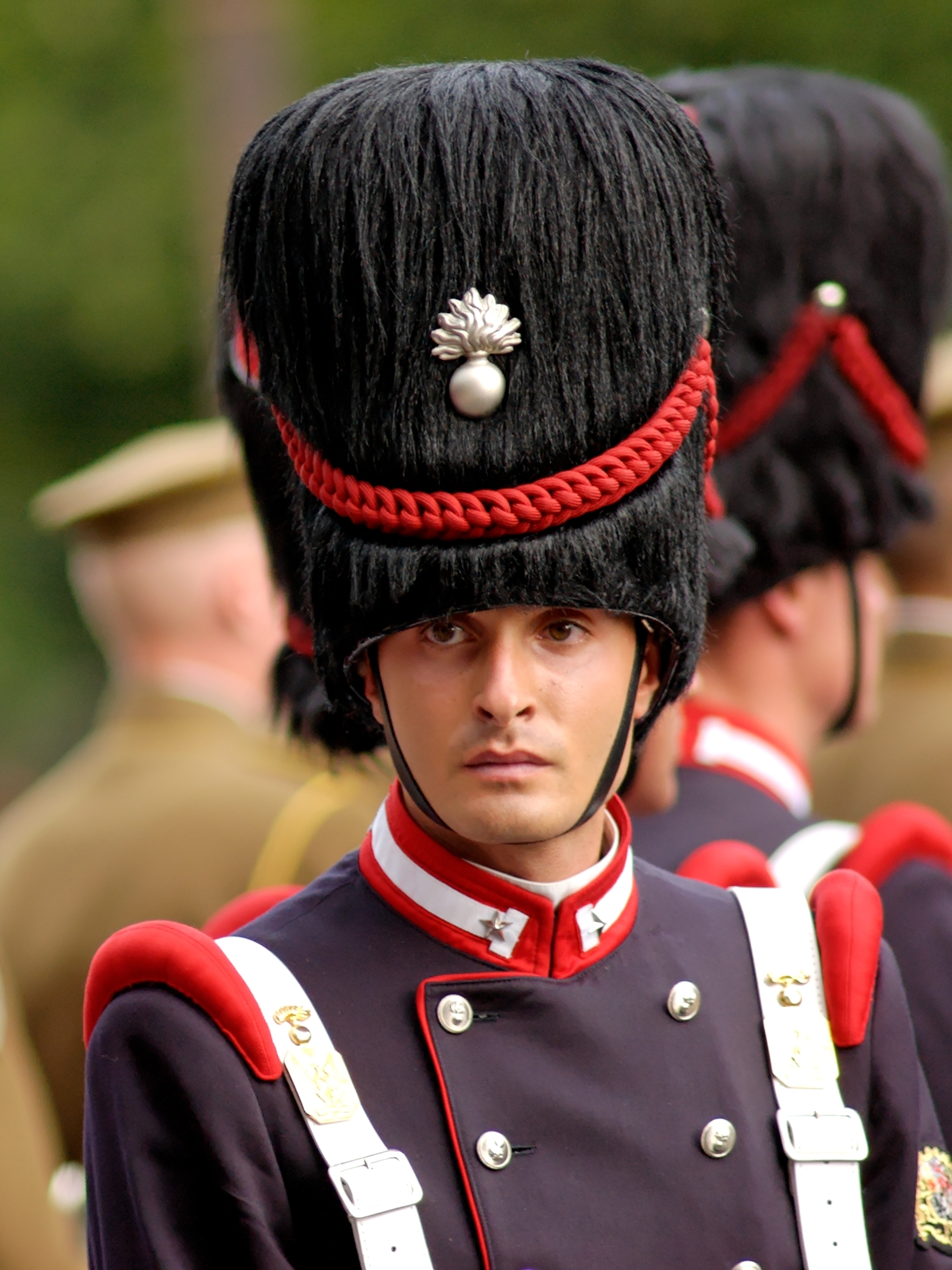
A Szardíniai Gránátosezred katonája

Kanada: a Kanadai Gránátos Gárdaezred az egyik legrégebbi katonai alakulat az országban. Ők őrzik a királynő és a főkormányzó kanadai rezidenciáját. 
Mexikó: Mexikóban a Granaderos a rendőrség speciális alakulata, melyet tömegoszlatásra vagy egyéb különleges esemény esetében vetnek be.
Norvégia: a norvég hadseregben a gránátos (grenader) a hivatásos katonák egy rendfokozata, közvetlenül az őrmester alatt. 
Olaszország: az olasz hadsereg Szardíniai Gránátosezrede (Reggimento Granatieri di Sardegna) 1659-ig vezeti vissza történetét. Ma is 19. századi kék díszegyenruhájukat hordják a prémkucsmával. 
Svájc: Svájcban a gránátosok (Grenadier Batallion) különlegesen képzett elit kommandósegységek, specialitásuk a városi harc, a nehéz terepen vívott küzdelem és a felderítés.
Egyesült Királyság: Angliában a Gránátos Gárdaezred (Grenadier Guards) annak az öt történelmi díszezrednek egyike, amelynek tagjai viselhetik a medvebőr kucsmát. Az öt közül a gránátosok a rangidősek, bár a Coldstream Guards ezt nem ismeri el, ugyanis őket hat évvel korábban alapították. Mivel azonban őket eredetileg a parlament őrzésére hozták létre, a korona szolgálatában töltött idejük rövidebb.

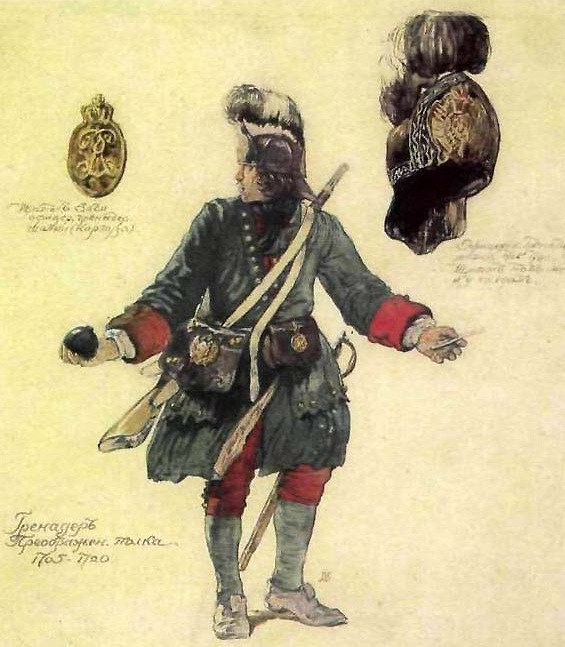
Orosz gránátos a 18. század elejéről
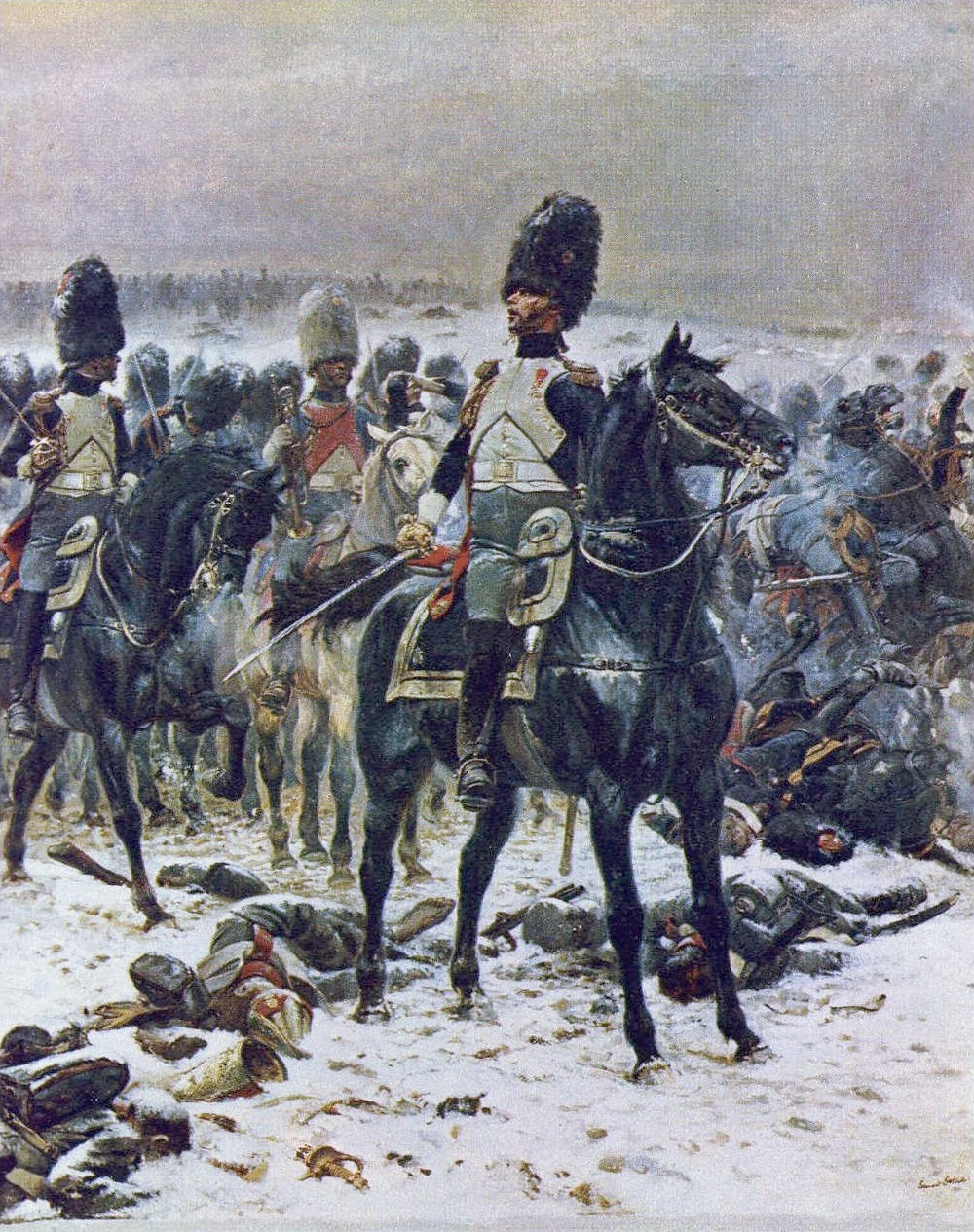
Francia lovas gránátos (1807)
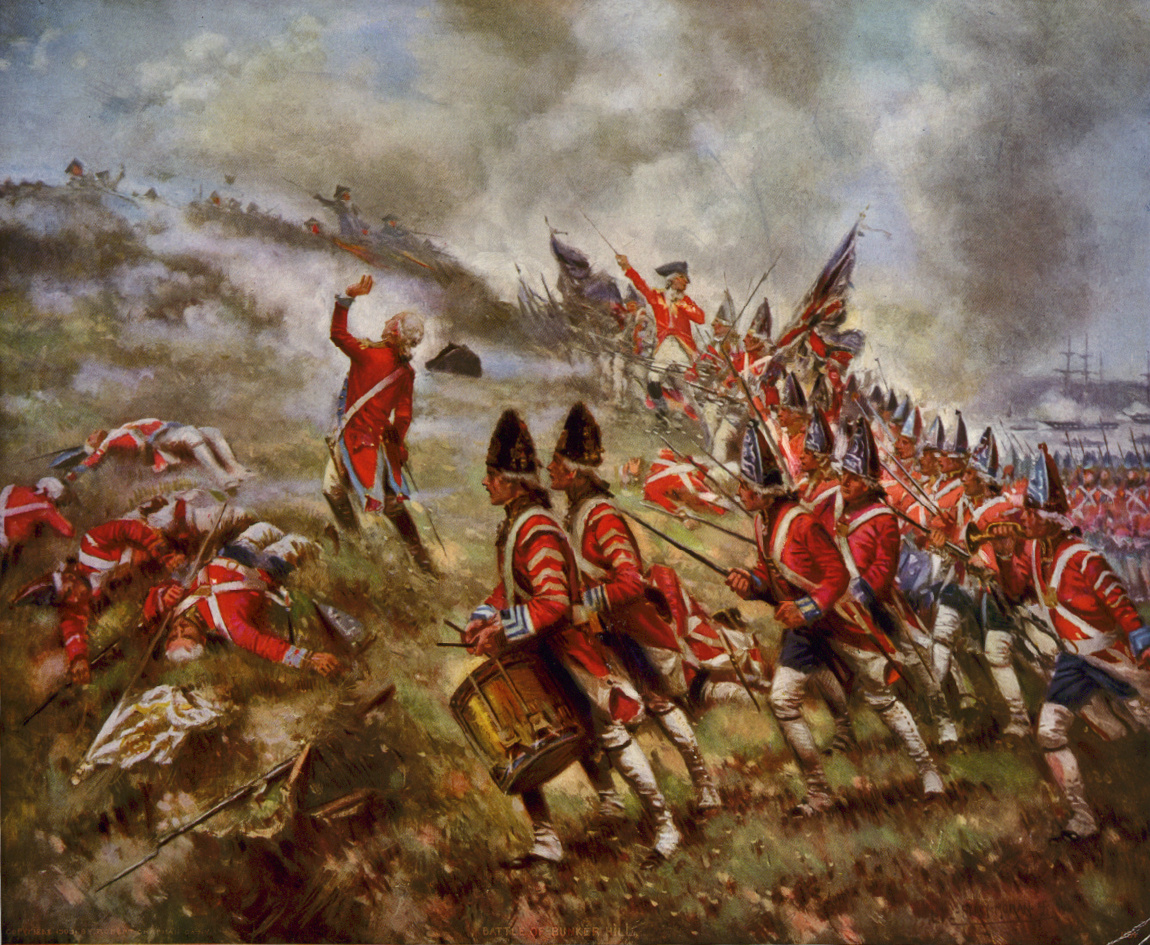
Rohamozó brit gránátosok a Bunker Hill-i csatában
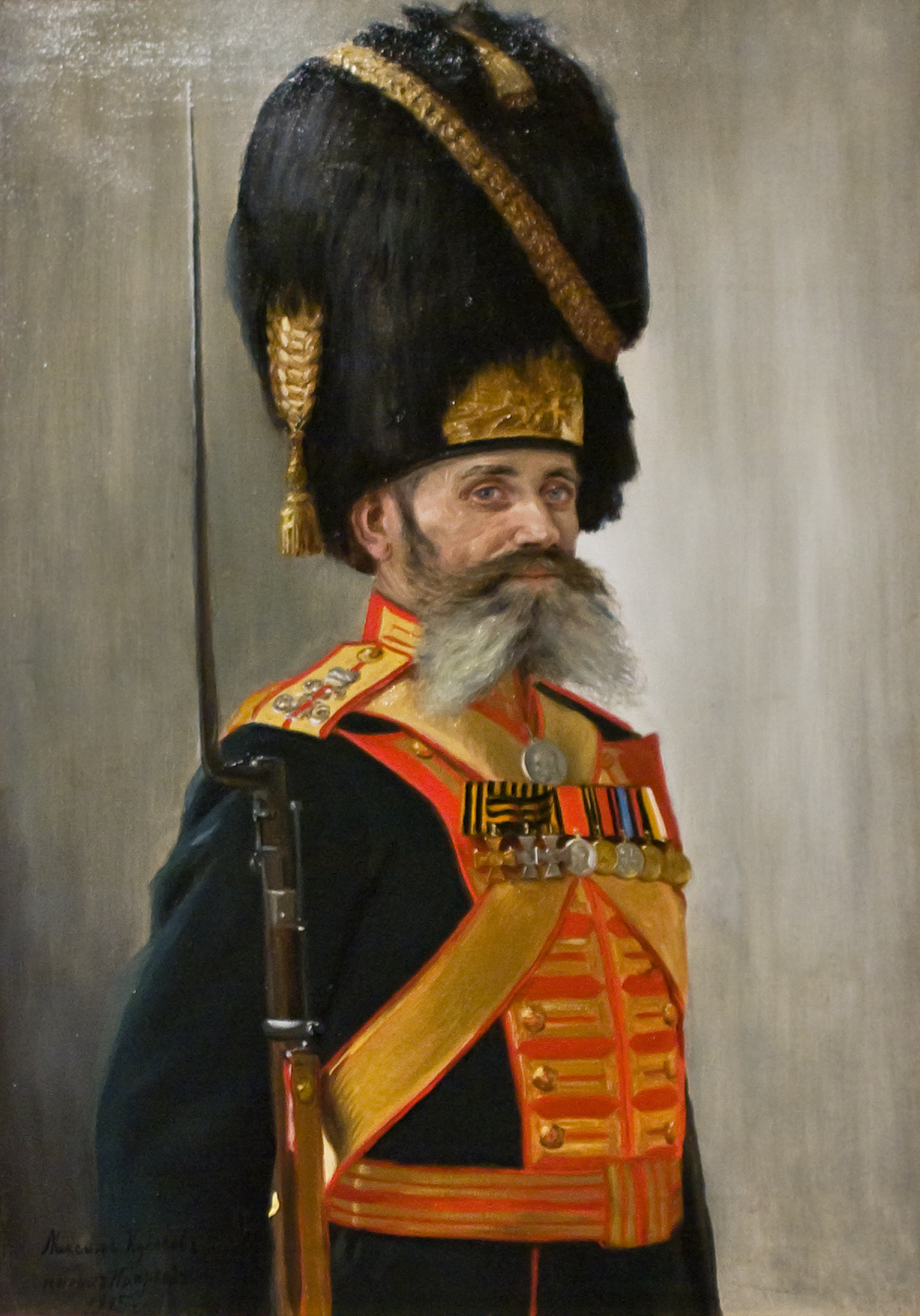
Cári gránátostiszt (1915)

## Fordítás
- Ez a szócikk részben vagy egészben  a   Grenadier című angol Wikipédia-szócikk ezen változatának fordításán alapul.  Az eredeti cikk szerkesztőit annak laptörténete sorolja fel. Ez a jelzés csupán a megfogalmazás eredetét és a szerzői jogokat jelzi, nem szolgál a cikkben szereplő információk forrásmegjelöléseként.
- Ez a szócikk részben vagy egészben  a(z)   Гренадеры című orosz Wikipédia-szócikk ezen változatának fordításán alapul.  Az eredeti cikk szerkesztőit annak laptörténete sorolja fel. Ez a jelzés csupán a megfogalmazás eredetét és a szerzői jogokat jelzi, nem szolgál a cikkben szereplő információk forrásmegjelöléseként.